# 傑維亞季尼基
49°31′35″N 24°16′30″E / 49.52639°N 24.27500°E
傑維亞季尼基（烏克蘭語：Дев'ятники），是烏克蘭西部的村莊，隸屬利維夫州的斯特雷區。該村面積1.96平方公里，海拔高度271米，2016年人口319，人口密度每平方公里203.06人。